# Waldy Nods
Waldemar 'Waldy' Nods (Den Haag, 17 november 1929 – Hilversum, 27 mei 2015) was  een financieel-economisch journalist, de zoon van een Surinaams-Nederlands koppel dat tijdens de Tweede Wereldoorlog is omgekomen. Hij is bekend geworden door Sonny Boy, een biografie over zijn ouders en hemzelf van Annejet van der Zijl uit 2004. Dit verhaal is in 2011 ook verfilmd. Waldy was de laatste jaren van zijn leven vooral bekend onder de bijnaam Sonny Boy, die hij al bij zijn geboorte had gekregen.

## Biografie
Waldemar Nods' vader heette ook Waldemar. Waldemar Nods sr. kreeg rond zijn twintigste een relatie met de zeventien jaar oudere Rika van der Lans. Hun pasgeboren zoon kreeg de bijnaam Sonny Boy, naar een lied van Al Jolson. 
Waldemar Nods sr. en Rika boden onderdak aan Joodse onderduikers. In 1944 werden beiden door de Duitsers opgepakt en afgevoerd. Rika overleed in het vrouwenconcentratiekamp Ravensbrück. Waldemar Nods sr. ontsnapte zeer kort voor het eind van de oorlog in de Lübecker Bocht van de Cap Arcona, maar werd door de SS doodgeschoten.
De jonge Waldemar (beter bekend als "Waldy") was niet op de hoogte van de onderduikers in zijn ouderlijk huis, totdat hij in 1943 door de politie werd thuisgebracht naar aanleiding van een incident waarbij hij werd gediscrimineerd om zijn huidskleur. Zijn hevig geschrokken moeder vertelde hem daarop dat er onderduikers waren en dat dat vooral geheim moest blijven. Nadat zijn ouders waren gearresteerd werd hij tijdelijk ondergebracht bij een oom en andere familieleden, maar vanwege zijn gemengde afkomst wilde niemand hem echt hebben. Uiteindelijk groeide hij op in een pleeggezin. Hij werkte als financieel-economisch journalist bij het Parool en later bij Bruynzeel in Suriname.
Nods overleed op 85-jarige leeftijd.